# Madlib
Madlib   (Oxnard, 24 d'octubre de 1973) nom artistic d'Otis Jackson Jr., és un DJ, productor musical, multiinstrumentista i raper estatunidenc. És àmpliament conegut per les seves col·laboracions amb MF Doom (com a Madvillain), J Dilla (com a Jaylib) i Freddie Gibbs (com a MadGibbs). El seu nom artístic són les sigles de Mind Altering Demented Lessons In Beats.
En una entrevista a Chrome Children, Madlib va declarar que les seves influències musicals més significatives só Miles Davis, Sun Ra, David Axelrod i Dr. Dre.

## Discografia
Àlbums en solitari
- The Unseen (2000) (as Quasimoto)
- Shades of Blue (2003) (remix tracks from the Blue Note Records archive)
- Theme for a Broken Soul (2004) (as DJ Rels)
- The Further Adventures of Lord Quas (2005) (as Quasimoto)
- WLIB AM: King of the Wigflip (2008)
- Yessir Whatever (2013) (as Quasimoto)
- Piñata Beats (2014)
- Rock Konducta Part 1 & Part 2 (2014)
- The Beats (Our Vinyl Weighs a Ton Soundtrack) (2014)
- Bandana Beats (2020)
- Sound Ancestors (2021)[4]

Àlbums col·laboratius
- Soundpieces: Da Antidote (1999) (with Wildchild and DJ Romes, as Lootpack)
- Champion Sound (2003) (with J Dilla, as Jaylib)
- Madvillainy (2004) (with MF Doom, as Madvillain)
- Liberation (2007) (with Talib Kweli, as Liberation)
- Perseverance (2007) (with Percee P)
- Sujinho (2008) (with Ivan Conti, as Jackson Conti)
- Madvillainy 2: The Madlib Remix (2008) (as Madvillain)
- O. J. Simpson (album) (2010) (with Guilty Simpson)
- In Search of Stoney Jackson (2010) (with Strong Arm Steady)
- Piñata (2014) (with Freddie Gibbs, as MadGibbs)
- Trouble Knows Me (2015) (with Hemlock Ernst)
- Bad Neighbor (2015) (with MED and Blu)
- Bandana (2019) (with Freddie Gibbs, as MadGibbs)[5]
- The Professionals (2020) (with Oh No, as The Professionals)
- Pardon My French (2020) (with Karriem Riggins, as Jahari Massamba Unit)
- In the Beginning, Vol. 1 (2021) (with Declaime)
- In the Beginning, Vol. 2 (2022) (with Declaime)[6]
- Flying High (2022) (with LMNO, M.E.D., and Declaime as LMD)[7]
- In the Beginning, Vol. 3 (2023) (with Declaime)
- Liberation 2 (with Talib Kweli) (2023)[8]
- Champagne for Breakfast (2023) (with Meyhem Lauren and DJ Muggs)